# Массамассо Чангаї
Комі́ Массамассо́ Чангаї́ (фр. Komi Massamasso Tchangaï; 8 серпня 1978, Атакпаме — 8 серпня 2010, Ломе) — тоголезький футболіст, що грав на позиції захисника.
Виступав, зокрема, за клуб «Беневенто», а також національну збірну Того, у складі якої був учасником чемпіонату світу 2006 року, а також чотирьох кубків африканських націй.

## Клубна кар'єра
У дорослому футболі дебютував 1995 року виступами за команду клубу «АСКО Кара», в якій провів один сезон.
З 1996 року по 1998 рік виступав за туніську команду «Бізертен». Пізніше він перейшов в італійський клуб «Удінезе», у складі клубу він не провів жодного матчу і виступав виключно на правах оренди: взимку 1999 року він був відданий в оренду в словенську «Горицю», у команді провів півроку, зіграв 10 матчів і забив 1 гол у чемпіонаті Словенії. Влітку 1999 року також на правах оренди перейшов у нідерландський клуб «Де Графсхап». У команді провів два роки і зіграв 28 матчів і забив 1 гол. Після цього в оренді грав за «Вітербесе» у італійській Серії С1, зіграв 16 матчів.
Своєю грою за останню команду привернув увагу представників тренерського штабу клубу «Беневенто», до складу якого приєднався 2002 року. Відіграв за команду з Беневенто наступні чотири сезони своєї ігрової кар'єри. Більшість часу, проведеного у складі «Беневенто», був основним гравцем захисту команди і провів 86 матчів у чемпіонаті, забивши 1 гол.
Влітку 2006 року перейшов в саудівський клуб «Аль-Наср» з міста Ер-Ріяд, у команді провів два роки і зіграв 32 матчі у чемпіонат Саудівської Аравії. 
У 2009 році виступав за китайський клуб «Шеньчжень» і зіграв 29 матчів, після чого повернувся в «Аль-Наср» (Ер-Ріяд).
Помер 8 серпня 2010 року на 33-му році життя у місті Ломе.

## Виступи за збірну
11 серпня 1996 року дебютував в офіційних іграх у складі національної збірної Того в матчі проти Конго.
У складі збірної був учасником Кубків африканських націй 1998 року у Буркіна Фасо, 2000 року у Гані та Нігерії, 2002 року у Малі та 2006 року в Єгипті. У 1998, 2000 і 2006 роках Того займала останні місця в своїх групах. У 2002 року Того зайняло 3-тє місце в своїй групі, обігнавши збірної Кот-д'Івуару, Чангаї участь у турнірі не взяв.
Влітку 2006 року Чангаї потрапив в список 23-х футболістів, викликаних Отто Пфістером на чемпіонат світу 2006 року у Німеччині. На турнірі він провів 3 матчі. У першому матчі проти збірної Швейцарії (2:1) він отримав жовту картку. За підсумками турніру Того зайняло останнє 4 місце в групі і програло всі 3 зустрічі.
Протягом кар'єри у національній команді, яка тривала 13 років, провів у формі головної команди країни 37 матчів, забивши 5 голів.

## Смерть
8 серпня 2010 року у свій 32-й день народження Чангаї помер від серцевого нападу в госпіталі в місті Ломе.

## Статистика виступів

### Статистика клубних виступів
| Сезон   | Команда              | Ліга         | Ігор | Голів |
| ------- | -------------------- | ------------ | ---- | ----- |
| 1997–98 | «Бізертен»           | Ліга 1       | ?    | ?     |
| 1997–98 | «Бізертен»           | Ліга 1       | ?    | ?     |
| 1998–99 | «Удінезе»            | Серія A      | 0    | 0     |
| 1998–99 | «Гориця»             | Перша ліга   | 10   | 1     |
| 1999–00 | «Де Графсхап»        | Еерстедивізі | 21   | 0     |
| 2000–01 | «Де Графсхап»        | Еерстедивізі | 7    | 1     |
| 2001–02 | «Вітербесе»          | Серія C1     | 16   | 0     |
| 2002–03 | «Беневенто»          | Серія C1     | 24   | 0     |
| 2003–04 | «Беневенто»          | Серія C1     | 29   | 0     |
| 2004–05 | «Беневенто»          | Серія C1     | 24   | 1     |
| 2005–06 | «Беневенто»          | Серія C2     | 9    | 0     |
| 2006–07 | «Аль-Наср» (Ер-Ріяд) | Прем'єр-ліга | 10   | 0     |
| 2007–08 | «Аль-Наср» (Ер-Ріяд) | Прем'єр-ліга | 22   | 0     |

## Досягнення
- Чемпіон Того: 1996
- Віце-чемпіон Словенії: 1998/99

## Особисте життя
У Массамассо було 3-є дітей. У Китаї у нього був власний бізнес. Незадовго до смерті його підозрювали у продажу наркотиків.